# Альфа-рецептор интерлейкина 8
α-Рецептор интерлейкина 8 (англ. interleukin 8 receptor, alpha) — высокоаффинный рецептор к интерлейкину 8, провоспалительному хемокину, один из двух рецепторов к этому хемокину. В организме человека кодируется геном IL8RA. Относится к большой группе рецепторов, сопряженных с G-белком.
Гены IL8RA, IL8RB (кодирует другой высокоаффинный рецептор интерлейкина 8) и IL8RBP (псевдоген IL8RB) образуют кластер генов (англ. gene cluster) картированный в области 2q33-q36 2-й хромосомы.

## Функции
Интерлейкин 8 является одним из сильнейших факторов хемотаксиса нейтрофилов. Его связывание с α-рецептором вызывает G-белок-опосредованную активацию фосфатидилинозитол-кальциевой системы вторичных посредников.
Изучение нокаутных по гену IL8RA мышей позволяет предположить, что кодируемый им белок подавляет миграцию предшественников (англ. precursor cell) эмбриональных олигодендроцитов в развивающемся спинном мозге.

## Клиническое значение
Блокирование α-рецептора интерлейкина 8 (например, с помощью репертаксина) подавляет некоторые стволовые клетки (англ. cancer stem cell) рака груди человека (в опытах in vitro и на мышах).

## Взаимодействие
Для рецептора было показано, что он вступает во взаимодействие с белком, кодируемым геном GNAI2.

## Номенклатура
По современной номенклатуре хемокинов этот рецептор обозначается символом CXCR1 (англ. chemokine [C-X-C motif] receptor 1 — рецептор CXC-хемокина 1). Его также обозначают символом CD181 (англ. cluster of differentiation 181) как кластер дифференцировки. Однако, наиболее общепринятым и используемое обозначением является символ IL8RA. В некоторых работах используются также обозначения CDw128a, CKR-1, CMKAR1.

## См. также
- β-рецептор интерлейкина 8 (англ. interleukin 8 receptor, beta)
- Интерлейкин 8
- Интерлейкины
- Рецепторы интерлейкинов (англ. interleukin receptors)